# Diwés du Fouta Djalon
Les diwés du Fouta Djalon ou provinces du Fouta-Djalon, sont l'ensemble des 9 provinces qui ont fondé et formé l'Imamat du Fouta-Djalon.
La capitale politique était Timbo et la capitale religieuse était Fougoumba.

## Historique
Une tradition signale l’arrivée au Fouta en 1690 de deux marabouts en provenance de Macina, Mamadou Saïdou et Sédi s’installant non loin de Timbi. Ils continuèrent leur prosélytisme tout en pratiquant l’élevage parce que toléré par les Djalonka,.
Selon un manuscrit, un groupe Peulhs arriva au Fouta ayant à sa tête Kikala, homme célèbre par piété.
Vers 1720, les grandes familles islamisées peuplaient la région de Timbo , Fougoumba et Kankalabé ayant attiré autour d’elles une clientèle variée. La religion gagnant du terrain, des réunions étaient convoquées soit à Fougoumba soit à Timbo.
Les rencontres étant destinées à la lecture du Coran empruntaient bientôt une couleur politique. C’est dans cette optique qu’en 1723, un plan du gouvernement est mis sur pied par un groupe de marabouts réunis autour de leur chef spirituel et politique Karamoko Alpha.
Ainsi, 9 marabouts repartis dans le Fouta s’apprêtant à déclarer une Djihad contre les autochtones se retrouvaient pendant le Ramadan à Timbo ou Fougoumba. Ce sont entre autres :
- Timbo avec Alpha Ibrahima Sambégou ;
- Timbi-Touni avec Thierno Souleymane ;
- Kébaâli avec Alpha Moussa ;
- Koïn avec Thierno Saliou Ballâ ;
- Kollâdhe avec Alpha Amadou ;
- Bhouria avec Thierno Samba mombeya ;
- Fougoumba avec Alpha Mamadou Sadio ;
- Labé avec  Alpha Mamadou Cellou ;
- Fodé Hadji avec Ibrahima Sory.

## Rôle de chaque province ou Diwal
Chaque province était dirigée par un Karamoko Alpha et avait un rôle spécifique à jouer :
- Timbo : Capitale politique et administrative
- Fougoumba : Capitale religieuse où les Almamy étaient sacrés et siège du grand conseil des anciens[4]. Il était composé de personnalités religieuses venant de toutes les provinces et faisait office d’organe législatif et juridique chargé du contrôle de l’autorité centrale pour limiter le pouvoir politique et freiner les excès.
- Kolladhè : Province à laquelle était reconnu un droit d’asile pour les réfugiés politiques, religieux et autres travestis.
- Timbi : chargé de l’ouverture des séances de réunion.
- Kébali : chargé de la clôture des réunions.
- Bhouriya : confirmait les sept insignes du pouvoir de l’Almamy, comprenant le spectre, le voile, le coran, le cheval, tambour royal (la tabala), le sabre et le griot (farba). Bhouriya confirmait aussi la candidature de Timbo avant l’investiture à Fougoumba.
- Labé : ce Diwal appartenait au carré d’intronisation de l’Almamy et celui qui prenait la décision de déclencher la guerre. A ce titre Labé fournissait la tabala de commandement. Le chef de la province de Labé c’est-à-dire son Karamoko Alfa, siégerait près de l’Almamy
- Koïn : était responsable de la stratégie militaire à adopter dans les guerres impliquait la confédération théocratique du Fouta Djallon [5]
- Fodé Hadji : fournissait des armes

L’exercice du pouvoir était fondé sur un système d’alternance du pouvoir après deux ans d’exercice entre Alphaya et Soriya. La tendance à vouloir confisquer ce pouvoir au terme des 2 ans, entraina les malheureuses guerres ainsi que des révolutions de palais soldées par des assassinats et par l’instabilité cyclique. C’est donc un pouvoir presque affaibli que les autorités coloniales essayeront de démanteler pour l’incorporer ainsi que le territoire samorien au domaine colonial français de la Guinée,,.

## Le plan de guerre tenu secret
Ce plan de guerre secret entrepris par les 9 Diwés comptait les points suivants :
- Les 9 chefs ou marabouts se proposent chacun de tenir sa région et de procéder au recrutement d’hommes sûrs mais dans la plus grande discrétion,
- Des ânes doivent être achetés et acheminés à Timbo sans éveiller l’attention des Djallonka,
- La date du début des hostilités est fixée après la fête de Ramadan de 1727.

A Fougoumba, les marabouts réunis tombent d’accord de faire de Timbo leur quartier général. A la réunion de Timbo à laquelle assiste un grand nombre de Musulmans, on arrête de procéder à une attaque surprise des chefs Djallonké pour les exterminer et de passer ensuite à la reconversion des masses.
A Fougoumba où les premières hostilités ont éclaté, un chef Djalonka du nom de de Dian Yero est mis à mort par surprise. Le massacre se généralisa  à Timbo et à Koïn.
Mais les Djallonka se ressaisirent et la guerre prit une autre orientation. Pouly Garmè, chef Peulh païen, se mit à la tête d’une foule importante et attaque les Musulmans. Les Djallonka faisant appel aux animistes Sankaranka reprennent Timbo et pillent la demeure des Musulmans.
Dans le Labé, après le moment de surprise ; les Musulmans sont repoussés par les fétichistes.
Karamoka Alpha lui-même est désapprouvé et désorienté car les Animistes contiennent partout les Musulmans .
Devant cet état de fait, les Musulmans décident d’acheter des armes en Sierra Léone . Soutenus par leurs co-religionaires Maninka et Sarakolés , ils déclenchent une expédition.
Au bout de quelques mois, les Musulmans, avec des armes à feu, contrôlent la situation. A Talansan a eu lieu la bataille décisive en 1727. La victoire des Musulmans est totale et les Animistes décimés.
Après la Bataille de Talansan, il y aura certes des ilots de résistances dans le Labé, Télimélé mais tout compte fait, les Peulhs musulmans faisaient déjà la loi. Pour les Animistes, un dilemme demeure « faut-il rester tout en se convertissant à l’Islam ou quitter le Fouta pour aller fonder d’autres communautés à part ? »
Si certains ont choisi la première alternative, d’autres par contre ont préféré la seconde. C’est ce qui explique en fait l’odyssée des minorités ethniques au bord de l’Océan Atlantique.
Après la victoire de Talansan, les Peuls organisent le Fouta Djallon en une confédération de type théocratique composée de 9 provinces ou Diwés regroupant des Missidés. Ils contrôlaient un ensemble de villages et hameaux de citoyens libres (Foulasso ou Marga) et des Roundé (terres de cultures et habitat des esclaves).
A la tête de la confédération se trouvait un Almamy, à la fois chef temporel, spirituel et militaire. C’est donc le chef suprême du Fouta et le chef du Diwal de Timbo la capitale de la confédération.